# Голубович Володимир Васильович
Володимир Васильович Голубович (рос. Владимир Васильевич Голубович; * 2 липня 1954, Вольськ, Саратовська область) — радянський хокеїст, російський тренер. 
Вихованець хокейної школи «Кристал» (Саратов). Грав на позиції нападника. Виступав за «Кристал» (Саратов) — 1973—1977, «Динамо» (Москва) — 1978—1981, «Сокіл» (Київ) — 1981—1987. В вищій лізі провів 452 матчі, закинув 123 шайби. Всього в чемпіонатах країни у вищій і першій лігах закинув 159 шайб. Грав за другу збірну СРСР. 
Як головний тренер «Динамо» (Москва) виграв Кубок Міжнаціональної хокейної ліги у 1995 році і був фіналістом Кубка МХЛ 1996. У 2007—2008 роках очолював національну збірну України. З 2010 року — головний тренер «Торпедо» (Нижній Новгород).
Другий призер чемпіонату СРСР (1978—1980), третій призер (1985).